# Игошев, Александр Олегович
Александр Олегович Игошев (12 сентября 1997, Орджоникидзе[уточнить]) — российский хоккеист, защитник.

## Биография
Воспитанник магнитогорского «Металлурга». В сезонах-2014/15 — 2017/18 — игрок команды МХЛ «Стальные лисы». В сезоне-2017/18 также провёл 37 матчей за «Металлург» в КХЛ и три — в плей-офф ВХЛ за «Зауралье». Выступал в командах ВХЛ «Сокол» Красноярск (2019/20 — 2020/21), «Буран» (2020/21), «Молот» (2021/22 — 2023/24), «Рязань-ВДВ» и «Дизель» (2023/24).
Был фигурантом уголовного дела о даче взятки с целью уклонения от службы в армии.